# Левкі (Сокульський повіт)
Левкі (пол. Lewki) — село в Польщі, у гміні Домброва-Білостоцька Сокульського повіту Підляського воєводства.
Населення — 68 осіб (2011).
У 1975-1998 роках село належало до Білостоцького воєводства.

## Демографія
Демографічна структура станом на 31 березня 2011 року:
|          | Загалом | Допрацездатний вік | Працездатний вік | Постпрацездатний вік |
| -------- | ------- | ------------------ | ---------------- | -------------------- |
| Чоловіки | 34      | 5                  | 25               | 4                    |
| Жінки    | 34      | 9                  | 15               | 10                   |
| Разом    | 68      | 14                 | 40               | 14                   |